# Armed
Armed es una película de acción y suspenso de 2018 escrita y dirigida por Mario Van Peebles y protagonizada por Peebles y William Fichtner.

## Reparto
- Mario Van Peebles como Chief.
- William Fichtner como Richard.
- Ryan Guzman como Jonesie.
- Columbus Short como Turell.
- Dionne Warwick como Shirley.
- Laz Alonso como Jessie.
- Charles Halford como Meth.
- Eugene Cordero como él mismo.
- Lane Garrison como Merc.
- Jemma Dallender como Grace.
- Brad Carter como Shep/Stew.
- Paul Rodríguez como Hector.
- D.C. Young Fly como G Money.
- Melvin Van Peebles como Grandpa V.
- Alena Savostikova como Nadia.
- Sam Littlefield como Max.
- Christopher Michael como Anchor.
- Folake Olowofoyeku como Frida.
- Justin Nesbitt como Actor.
- Shakira Barrera como KC.
- Rocsi Diaz como Maria.
- Earthquake como Two Samiches.
- Cheryl Dent como News Anchor.
- Anna Talakkottur como Kashi.
- Joe Rudy Guerrero Jr. como Guardaespaldas.
- Cameron MacKenzie como Stacey Bastion.
- Desiigner como él mismo.
- Van Jones
- Mandy Newton como Stacy Double.
- David Kenneth Sommerville como Invitado de la Boda.
- Mark Oby Brown como Fiestero.
- Roland Martin como Melvin.
- Dennis Nicomede como Invitado de la Boda.
- Ryan P. Shrime
- Goeffrey Ross como Marshal Estadounidense.
- Tony Hua como Marshal Estadounidense.

## Producción
El título de producción de la película fue If.

## Estreno
La película fue estrenada el 14 de septiembre de 2018. La distribución doméstica estuvo a cargo de GVN Releasing y la distribución internacional estuvo a cargo de Hannibal Pictures.